# Bobby Rydell

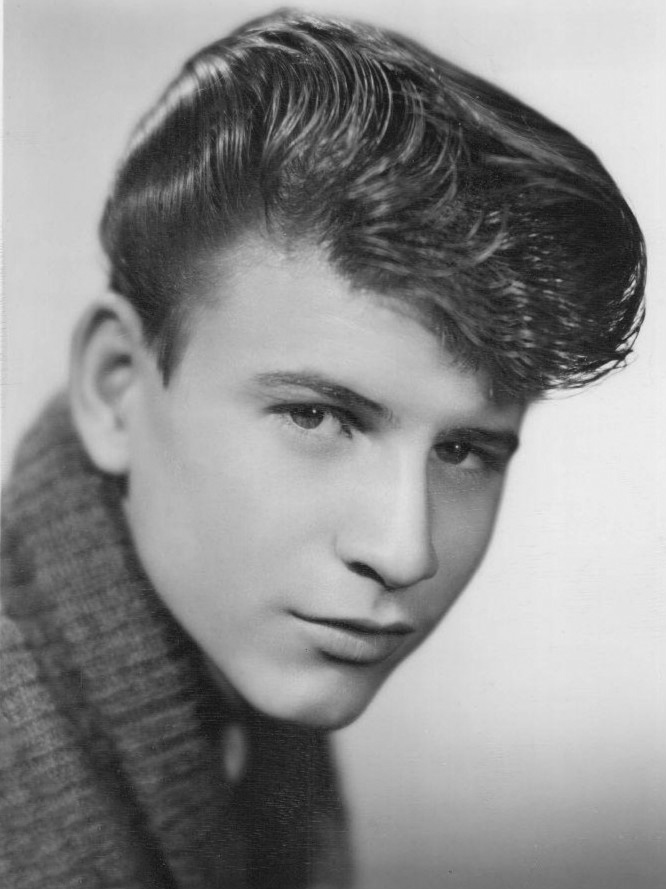
Bobby Rydell 1960.

Bobby Rydell, född Robert Louis Ridarelli den 26 april 1942 i Philadelphia, Pennsylvania, död 5 april 2022 i Philadelphia, var en amerikansk sångare som var en stor tonårsidol i början av 1960-talet.
Han slog igenom 1959 med "Kissin' Time" och hade därefter ett 20-tal hits fram till 1963. De största i USA var "Wild One" och "Volare", medan låten "Sway" blev en stor hit i Sverige 1960. Han spelade in flera låtar tillsammans med Chubby Checker, varav "Jingle Bell Rock" blev en hit julen 1961.
Bobby Rydell fortsatte att turnera och göra skivor även under senare år.

## Singlar
| Utgivningsår | Titel                      | B-sida                 | Listplacering | Listplacering | Listplacering | Listplacering    |
| Utgivningsår | Titel                      | B-sida                 | U.S. Hot 100  | U.S. AC       | U.S. R&B      | UK Singles Chart |
| ------------ | -------------------------- | ---------------------- | ------------- | ------------- | ------------- | ---------------- |
| 1959         | "Kissin' Time"             | "You'll Never Tame Me" | 11            |               | 29            |                  |
| 1959         | "We Got Love"              |                        | 6             |               |               |                  |
| 1959         |                            | "I Dig Girls"          | 46            |               |               |                  |
| 1960         | "Wild One"                 |                        | 2             |               | 10            | 7                |
| 1960         |                            | "Little Bitty Girl"    | 19            |               |               |                  |
| 1960         |                            | "Swingin' School"      |               | 5             |               | 44               |
| 1960         |                            | "Ding A Ling"          | 18            |               |               |                  |
| 1960         | "Volare"                   | "I'd Do It Again"      | 4             |               | 9             | 22               |
| 1960         | " Sway"                    |                        | 14            |               |               | 12               |
| 1960         |                            | "Groovy Tonight"       | 70            |               |               |                  |
| 1961         | "Good Time Baby"           |                        | 11            |               |               | 42               |
| 1961         |                            | "Cherie"               | 54            |               |               |                  |
| 1961         | "The Fish"                 | "The Third House"      | 25            |               |               |                  |
| 1961         | "I Wanna Thank You"        | "The Door To Paradise" | 21            |               |               |                  |
| 1961         | "Teach Me To Twist" †      |                        |               |               |               | 45               |
| 1961         | "Jingle Bell Rock" †       |                        |               |               |               | 40               |
| 1962         | "I've Got Bonnie"          |                        | 18            |               |               |                  |
| 1962         | "Lose Her"                 |                        | 69            |               |               |                  |
| 1962         | "I'll Never Dance Again"   | "Gee It's Wonderful"   | 14            |               |               |                  |
| 1962         | "The Cha-Cha-Cha"          | "The Best Man Cried"   | 10            |               |               |                  |
| 1963         | "Butterfly Baby"           | "Love Is Blind"        | 23            |               |               |                  |
| 1963         | "Wildwood Days"            | "Will You Be My Baby"  | 17            |               |               |                  |
| 1963         | "Let's Make Love Tonight"  | "Childhood Sweetheart" | 98            |               |               |                  |
| 1964         | "Forget Him"               | "Love, Love Go Away"   | 4             | 3             |               | 13               |
| 1964         | "I Just Can't Say Goodbye" |                        | 94            |               |               |                  |
| 1964         | "Make Me Forget"           |                        | 43            |               |               |                  |
| 1964         | "A World Without Love"     |                        | 50            |               |               |                  |
| 1965         | "Diana"                    |                        | 98            |               |               |                  |

† Chubby Checker och Bobby Rydell